# 히라키촌 (아이치현)
히라키촌(平貴村)은 아이치현 헤키카이군에 설치되었던 촌이다. 현재의 안조시 동부에 해당한다.